# IK Tellus Bandy
IK Tellus Bandy är ett bandylag i idrottsföreningen IK Tellus från Stockholm. Idrottsföreningen bildades den 11 april 1921 som Tellusborgs IF, men klubbnamnet ändrades till IK Tellus efter ett sammanträde på Dövas Café den 11 april 1923. A-laget spelar sina hemmamatcher i Gubbängens skridsko- och bandyhall. Laget har sin verksamhet inom Stockholms bandyförbunds distrikt.
Under början av 2000-talet spelade laget i bandyns division 1, som då var bandyns näst högsta serie. Den största meriten kom när man säsongen 2004/2005 spelade och förlorade en kvalmatch till allsvenskan (dåvarande högsta serien) mot Ljusdal. Framgången förde dock med sig baksidor då det ledde till att flera av de aktiva spelarna valde att inte fortsätta spela den kommande säsongen. Avhoppen tillsammans med en svag ekonomi gjorde att man fick tacka nej till sin plats i division 1 och börja om i en seniorserie för spelare över 35 år gamla. Två år därpå kom dock klubbens räddning när förbundet insåg att man hade svårt att fylla platserna i division 2 och därmed erbjöd en plats till IK Tellus.
Säsongen 2015/2016 var man en seger från att kvalificera sig för Elitserien, men stod därmed sedan närmast på tur för uppflyttning när IFK Kungälv nekades elitlicens och tvångsnedflyttades. Den 1 maj 2016 beslutade föreningens styrelse att tacka ja till den erbjudna elitserieplatsen.
Säsongen 2021/2022 startades IK Tellus bandys ungdomsverksamhet igång med ett J19-lag i Juniorelitserien och ett P17-lag i Pojkallsvenskan, där det sistnämnda vann SM-guld direkt.

## Allsvenskan 2011–2016
2010/2011 vann IK Tellus Division 1 Östra med endast en förlorad match. Säsongen därpå gjorde man sin första säsong i Allsvenskan Norra och slutade på en åttondeplats vilket precis räckte för att undvika negativt kval. De kommande tre säsongerna fortsatte man klättra i tabellen och slutade först sjua, sedan trea och till sist tvåa, vilket räckte för att kvalificera sig till elitseriekvalet. I kvalet 2015/2016 ställdes man mot Kalix BF, Gripen Trollhättan BK och Nässjö IF. Inför den sista kvalmatchen stod motståndarna Gripen Trollhättan BK på samma antal poäng som IK Tellus. Ödesmatchen slutade med en förlust för Tellus och man missade därmed möjligheten till uppflyttning. När IFK Kungälv senare nekades elitlicens för elitserien 2016/2017 var Tellus det bäst placerade allsvenska laget och erbjöds därmed platsen i deras ställe.

## Elitseriesäsongerna 2016–2019
Klubbens första säsong i bandyns högsta serie slutade man näst sist på 8 poäng med endast två segrar. Säsongens stora utropstecken kom när man lyckades spela oavgjort mot det andra Stockholmslaget Hammarby IF på Zinkensdamms IP. I kvalet ställdes man mot Falu BS, Gripen Trollhättan BK och IFK Motala och lyckades vinna gruppen. William Hallberg blev klubbens bästa målskytt undersäsongen med 15 mål på 21 matcher. Efter säsongen lämnade flera tongivande spelare, däribland just skyttekungen Hallberg som la ner sin elitsatsning och målvakten Kimmo Kyllönen som gick till IFK Vänersborg.
Den andra elitseriesäsongen, 2017/18, anslöt bland annat Tobias Björklund (från Ljusdals BK), Elias Engholm (från Peace & Love City, nuvarande Borlänge Bandy) och Filip Skoglund (från Broberg/Söderhamn Bandy). På de tio första omgångarna hade man överraskat många och spelat in 9 poäng efter oavgjort mot IK Sirius, Bollnäs GIF, Kalix BF, Broberg Söderhamn Bandy och Tillberga Bandy Västerås och vinster mot IFK Motala och Villa Lidköping BK. I den elfte omgången förlorade man mot Hammarby IF i en match där lagkaptenen Martin Krigh råkade ut för en otäck hälseneskada som sedan höll honom borta resten av säsongen. När man ställdes mot Tillberga Bandy Västerås igen den 30 december 2017 hade man sex raka förluster innan man lyckades bryta sviten med en vinst på bortaplan. Säsongen avslutades på en imponerande tiondeplats med 16 inspelade poäng och man slapp kvala för att hålla sig kvar i elitserien. Noterbart är dock att laget inte lyckades vinna någon match på hemmaplanen Zinkensdamms IP. Flest mål och assist gjorde de två nyförvärven Tobias Björklund (21 mål och 8 assist på 25 matcher) och Filip Skoglund (9 mål och 10 assist på 23 matcher).
Inför säsongen 2018/19 tappade Tellus fem spelare.  In kom Johannes Camilton (från Örebro SK), Pontus Nordenfors (från Sandvikens AIK BK), Fredrik Rubin (från Hammarby IF), Jesper Norrman (från Ljusdals BK) samt målvakten Pete Pättiniemi (från Gustavsbergs IF). Den 15 december 2018 lyckades Tellus vinna på hemmaplan för första gången i elitserien när Sandvikens AIK BK besegrades med 4-2. Säsongen slutade med en sistaplats och endast 5 inspelade poäng, klubben blev därmed direktnedflyttad till bandyallsvenskan säsongen 2019/2020.

## Bandyallsvenskan 2019/2020
I och med degraderingen från elitserien ner till allsvenskan stod klubben in för en hel del förändringar. Tränaren Roland Nyström lämnade och man tappade även sex spelare under våren och sommaren. Filip Fröjd (klubblös), Markus Enander (Lidköpings AIK), Jesper Norrman (Frillesås BK), Anders Persson (IFK Motala), Philip Åström (Hammarby IF) och Elias Engholm (AIK Bandy) lämnade laget. Dessutom visade Hammarby IF intresse för sportchefen Patrik Järmens och den elitserierutinerade backen Aksel Örn Ekblom funderade på att sluta med bandy helt . De, och flera andra tongivande spelare valde ändå att förlänga med Tellus för att försöka ta sig upp i elitserien ännu en gång. In kom tränarna Jonas Lindkvist och Rickard Koch från Gustavsbergs IF. På spelarsidan anslöt också Niclas Rönnqvist (Borlänge Bandy), Fredrik Hansson (AIK Bandy), Mikael Jakobsson (klubblös), Lucas Blom (klubblös), Lars Nykvist (Gustavsbergs IF/BK), Marcus Magnusson (Nässjö IF), Jakob Knutsson (Vetlanda BK) och Filip Lydén (Gripen Trollhättan BK).
I den allsvenska supercupen åkte man ut i semifinal mot Gripen Trollhättan BK och förlorade sedan matchen om tredjepris mot Nässjö IF. På upptaktsträffen tippade 13 av 16 allsvenska lag att Falu BS skulle vinna allsvenskan 19/20, medan Falu BS själva tippade just Tellus som vinnare. Tellus libero Hampus Krantz passade även på att slänga ur sig att det skulle "bli riktigt skönt att få spöa dem på Lugnet", vilket man senare gick och gjorde  . 
Under vintern kom Filip Skoglund tillbaka från en skadeperiod som hållit honom borta från spel hela säsongen 2018/2019 och anslöt gjorde även Johan Hannegård (IF Ulvarna) och Carl Brohäll (AIK Bandy) medan Niclas Rönnqvist och Johannes Camilton lämnade. Den elfte januari ställdes man mot toppkonkurrenten Katrineholm Bandy i en match som man vann komfortabelt med hela 8-1. Matchen var den nionde i rad utan förlust och placerade Tellus i serieledning före Ljusdals BK. I vinsten mot Nässjö IF den tolfte januari råkade Marcus Magnusson, den dittills målbäste spelaren, ut för en häftig kollision med en motspelare som ledde till en knäskada som kom att hålla honom borta under resten av säsongen. Laget fortsatte dock rada upp poäng och den förlustlösa sviten utökades till elva matcher efter vinst mot IF Boltic. I hemmamatchen mot Lidköpings AIK den nittonde januari blev det dock förlust med 3-4 och sviten var bruten. Därefter följde oavgjort mot Falu BS samt vinster mot Ljusdals BK och Borlänge Bandy innan man den 21 februari 2020 vann hemmamötet mot Skutskärs IF BK med 5-2 och därmed kvalificerade sig för elitseriespel säsongen 2020/2021 med en match kvar att spela .
När säsongen summerades hade Tellus 15 vinster, 5 oavgjorda och 2 förluster (IFK Kungälv borta och Lidköpings AIK hemma). 118 gjorda mål och endast 49 insläppta, näst minst insläppta hade Falu BS på 75 stycken. För tredje säsongen i rad blev Tobias Björklund intern skyttekung med 26 mål på 22 matcher.

## Återkomsten till elitserien 2020/2021
I och med återkomsten till elitserien gjorde Tellus klart med tre nyförvärv. Arvid Johannisson anslöt från degraderade Åby/Tjureda IF, Alexander Heinhagen från allsvenska Nässjö IF och Marcus Wikman från Broberg/Söderhamn Bandy. Stig Fischer lämnade. Kort innan serien startade lämnade även Fredrik Hansson truppen. Nytt var även att man från och med nu skulle spela sina matcher inomhus i Gubbängens skridsko- och bandyhall.
På grund av coronapandemin beslutades att inget lag skulle degraderas under säsongen och seriestarten kom att skjutas upp ett par gånger innan den till slut kunde gå av stapeln 11 november 2020. Säsongsstarten kom dock att bli turbulent för Tellus, dels eftersom försäsongen kantats av skador men också på grund av att ett coronautbrott i truppen krävde att premiärmatchen sköts upp. Martin Krigh, Filip Skoglund och Aksel Örn Ekblom missade stora delar av försäsongen på grund av skador, och i premiärmatchen mot Västerås SK 22 november var Hampus Krantz, Alexander Heinhagen och skadade Aksel Örn Ekblom avstängda. Tillbaka i spel var dock Marcus Magnusson som inte gjort en tävlingsmatch sedan skadan mot Nässjö IF i januari 2020. Matchen slutade 2-10 till Västerås SK och därefter följde en svit av ytterligare sex raka förluster innan säsongens första poäng kunde bärgas i hemmavinsten mot Broberg/Söderhamn Bandy. Därefter knep man även en vinst hemma mot Frillesås BK innan en ny förlustsvit inleddes med nio raka förluster innan man valde att gå skilda vägar med tränartrion Jonas Lindqvist, Rickard Koch och Stefan Larsson. In kom istället den tidigare spelaren och spelande tränaren Mikael Björk. Trots att man fortfarande inte tog några poäng var den sportsliga ledningen nöjd med Björk och hans arbete. Tellus började även göra fler, och släppa in färre mål samt visa mer potential att faktiskt ta poäng i matcherna. Förlustsviten skulle dock fortsätta till 16 raka förluster innan man till slut lyckades bryta sviten hemma i Gubbängens skridsko- och bandyhall mot Bollnäs GoiF. Säsongen avslutades dock på en klar sistaplats med 6 inspelade poäng, 5 poäng efter nästjumbon Frillesås BK. 
Kort efter säsongen meddelade man att man förlängt kontrakten med Hannegård och Björk. Därefter annonserades även förlängningar med Krigh, Knutsson, Lydén och Magnusson. Dessutom meddelade Rubin, Brohäll och Markus Karlsson att de väljer att avsluta sina elitkarriärer. In kommer även nyförvärv i form av Jesper Norrman (Frillesås BK) samt Jere Korhonen (Kampparit).

## Spelartruppen
| Nummer      | Land           | Spelare                | Födelsedatum     | Kom från                  | Moderklubb                |
| Målvakter   | Målvakter      | Målvakter              | Målvakter        | Målvakter                 | Målvakter                 |
| ----------- | -------------- | ---------------------- | ---------------- | ------------------------- | ------------------------- |
| 1           | Sverige        | Simon Westin           | 15 februari 2003 | Hammarby IF Bandy         | Hammarby IF Bandy         |
| 26          | Sverige        | Adam Björk             | 4 maj 1999       | Katrineholm Värmbol BS    | Ljusdals BK               |
| 33          | Sverige        | Carl Isaksson          |                  | Helenelunds IK            | Ljusdals BK               |
| Försvarare  |                |                        |                  |                           |                           |
| 4           | Sverige        | Viktor Orri Hammer     |                  | Gustavsbergs IF           | Tillberga Bandy Västerås  |
| 7           | Sverige        | Kenji Yamashita Rüster |                  | Hammarby IF Bandyförening | Hammarby IF Bandyförening |
| 37          | Sverige        | Aksel Örn Ekblom       | 30 juli 1990     | Västerås SK               | Hammarby IF               |
| 16          | Sverige        | Arvid Johannisson      | 6 december 1999  | Åby/Tjureda IF            | Åby/Tjureda IF            |
| Halvor      |                |                        |                  |                           |                           |
| 8           | Sverige        | Edward Sigfridsson     | 1 mars 1997      | Edsbyns IF                | Unik BK                   |
| 23          | Sverige        | Jesper Norrman         | 18 april 1995    | Frillesås BK              | Frillesås BK              |
| 81          | Sverige        | Malte Österlund        | 2 maj 2003       | Nässjö IF                 | GT/76 IK                  |
| Mittfältare |                |                        |                  |                           |                           |
| 3           | Sverige        | Vilgot Müller          | 25 juni 2006     | Gustavsbergs IF           | Gustavsbergs IF           |
| 13          | Sverige        | Tobias Björklund       | 27 februari 1988 | Bollnäs GoIF              | Bollnäs GoIF              |
| 15          | Sverige        | Caspher Ekström        | 11 augusti 1997  | Bollnäs GoIF              | Bollnäs GoIF              |
| 18          | Storbritannien | Martin Deacon          | 2 augusti 1993   | Hammarby IF               | Hammarby IF               |
| Anfallare   |                |                        |                  |                           |                           |
| 6           | Sverige        | Nils Axling            |                  | Falu BS                   | Broberg/Söderhamn Bandy   |
| 7           | Sverige        | Oliwer Hedrum          | 19 juni 2005     | GT/76 IK                  | GT/76 IK                  |
| 9           | Sverige        | Filip Wikblad          | 8 april 1998     | Helenelunds IK            | Edsbyns IF                |
| 10          | Sverige        | Erik Lycksäter         | 25 juli 2003     | Nässjö IF                 | Nässjö IF                 |